# كريستيانو فيليسيو
كريستيانو فيليسيو (بالبرتغالية: Cristiano Felício) مواليد 7 يوليو 1992 في البرازيل، هو لاعب كرة سلة برازيلي. بدأ مسيرته الاحترافية في سنة 2009. يلعب مع شيكاغو بولز في الرابطة الوطنية لكرة السلة كلاعب وسط. يحمل الرقم 6. يبلغ طوله 6 قدم 9 بوصة (2.1 م). مثّل منتخب بلاده. شارك في دورة الألعاب الأولمبية الصيفية سنة 2016. لعب مع فلامنغو لكرة السلة في الدوري البرازيلي لكرة السلة.

## إحصائيات المسيرة

### الموسم الاعتيادي
| السنة   | الفريق      | لعب | بدأ | دقيقة | ميداني% | ثلاثية | حرة  | ارتداد | صنع | استلاب | تصدي | نقطة |
| ------- | ----------- | --- | --- | ----- | ------- | ------ | ---- | ------ | --- | ------ | ---- | ---- |
| 2015–16 | شيكاغو بولز | 31  | 4   | 10.4  | .556    | .000   | .714 | 3.3    | .8  | .2     | .4   | 3.4  |
| المسيرة | المسيرة     | 31  | 4   | 10.4  | .556    | .000   | .714 | 3.3    | .8  | .2     | .4   | 3.4  |

## روابط خارجية
- كريستيانو فيليسيو على موقع الاتحاد الدولي لكرة السلة (الإنجليزية)
- كريستيانو فيليسيو على موقع الدوري الأوروبي لكرة السلة (الإنجليزية)
- كريستيانو فيليسيو على موقع إن بي أي (الإنجليزية)
- كريستيانو فيليسيو على موقع دوري كرة السلة الياباني للمحترفين (اليابانية)
- كريستيانو فيليسيو على موقع سبورتس رفرنس (الإنجليزية)
- كريستيانو فيليسيو على موقع كرة السلة الأوروبية.كوم (الإنجليزية)
- كريستيانو فيليسيو على موقع DraftExpress.com (الإنجليزية)
- كريستيانو فيليسيو على موقع إي إس بي إن.كوم (الإنجليزية)
- كريستيانو فيليسيو على موقع ريلجم (الإنجليزية)
- كريستيانو فيليسيو على موقع بروبوليرز (الإنجليزية)